# Ibarra (Ecuador)
Ibarra (nome completo: Villa de San Miguel de Ibarra) è una città nell'Ecuador settentrionale ed è il capoluogo della provincia dell'Imbabura. Ha una popolazione, al 2010, di 132 100 abitanti.
Oggigiorno, Ibarra è una città popolare tra i turisti, favorita da un buon clima, dalle case coloniali (cui deve il soprannome di città bianca) e dalle vie in acciottolato.

## Storia
Ibarra è stata fondata il 28 settembre 1606 dal capitano Cristóbal de Troya, agli ordini dell'allora presidente della Real Audiencia de Quito, Miguel de Ibarra, sotto mandato del re Filippo III di Spagna. Il 16 novembre 1811 il paese ricevette il titolo ufficiale di città, e l'11 novembre 1829 il Libertador Simón Bolívar, che il 17 luglio 1823 aveva liberato la regione dal dominio spagnolo, la nominò capitale della provincia. Quasi quarant'anni dopo, il 16 agosto del 1868, Ibarra fu quasi completamente distrutta da un devastante terremoto equivalente al grado 7,7 della scala Richter, che distrusse chiese ed edifici dell'epoca. I sopravvissuti si rifugiarono per 4 anni in una località a valle, fino a che Gabriel García Moreno diede l'ordine di ricostruire l'abitato, consentendo, nel 1872 ai precedenti abitanti di Ibarra di tornare a vivere nella città. Oltre un secolo dopo, il 5 marzo 1987, un altro devastante terremoto che ebbe come epicentro la provincia del Napo colpì nuovamente Ibarra, provocando notevoli danni agli edifici.

## Geografia fisica

### Territorio
Si trova ai piedi del vulcano Imbabura e sulla riva sinistra del fiume Tahuando. È posta circa 112 km a nordest di Quito capitale dell'Ecuador, e 125  a sud di Tulcán.

### Clima
Il suo clima è mite con temperature che variano tra i 12 e i 32 °C. Dalle valli soffiano venti caldi e secchi, mentre dagli altopiani delle Ande soffiano venti freschi, che danno a Ibarra un clima piacevolmente temperato.
| Dati meteo          | Mesi | Mesi | Mesi | Mesi | Mesi | Mesi | Mesi | Mesi | Mesi | Mesi | Mesi | Mesi | Anno |
| Dati meteo          | Gen  | Feb  | Mar  | Apr  | Mag  | Giu  | Lug  | Ago  | Set  | Ott  | Nov  | Dic  | Anno |
| ------------------- | ---- | ---- | ---- | ---- | ---- | ---- | ---- | ---- | ---- | ---- | ---- | ---- | ---- |
| T. max. media (°C)  | 22,0 | 21,8 | 22,1 | 22,1 | 22,4 | 22,2 | 22,8 | 23,2 | 23,4 | 22,7 | 22,0 | 22,1 | 22,4 |
| T. min. media (°C)  | 10,4 | 10,7 | 10,7 | 11,1 | 10,5 | 9,9  | 9,4  | 9,1  | 9,4  | 10,3 | 10,6 | 10,5 | 10,2 |
| Precipitazioni (mm) | 40   | 54   | 73   | 92   | 65   | 35   | 14   | 16   | 35   | 73   | 75   | 51   | 623  |

## Mercati e feste
I mercati hanno luogo al sabato ed il festival principale è la Fiesta de los Lagos, che si svolge l'ultimo fine settimana di settembre. Inoltre, il 16 luglio di ogni anno si svolgono due parate piene di colori, note come EL Pregón e Virgen del Carmen.

## Luoghi di interesse nei dintorni
- Otavalo, città dei colori per i vestiti in lana.
- Cotacachi, città della lavorazione della pelle
- San Antonio, la città del legno
- Atuntaqui, la città della "fritada".

La chiesa di San Domenico ospita una pinacoteca.
Altre attrazioni della città sono i molti ristoranti specializzati nella cucina locale, i club e le discoteche e un circolo di parapendio.